# Channel 1

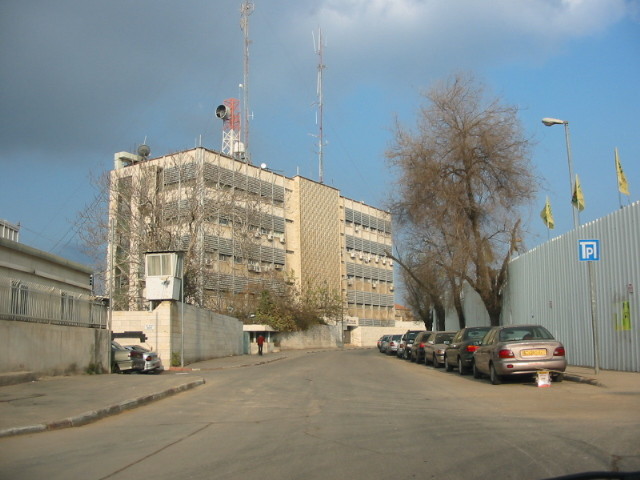
Het hoofdkwartier van Channel 1 in Romema

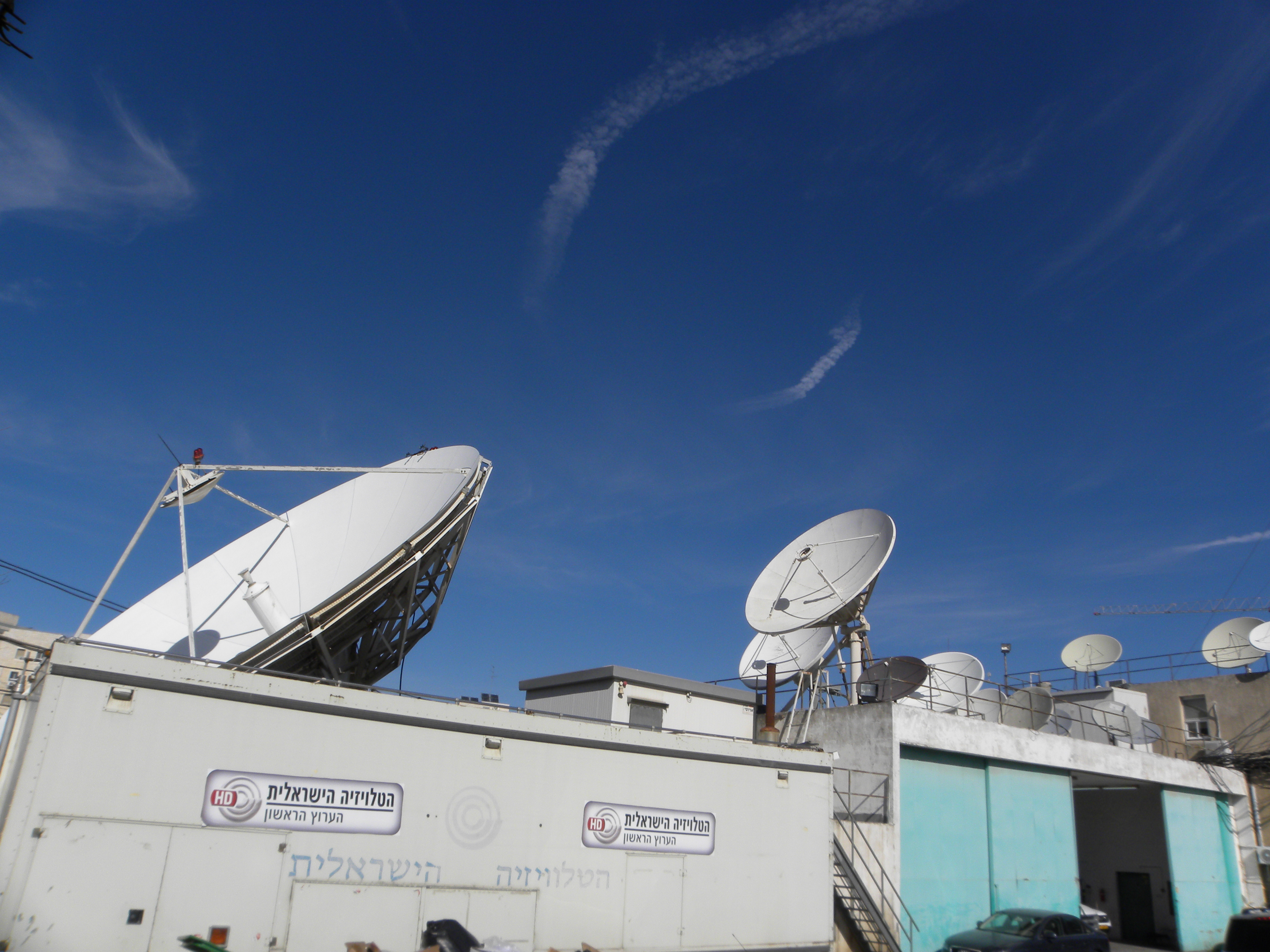

Channel 1 (Hebreeuws: הערוץ הראשון, HaArutz HaRishon) is het oudste televisiekanaal in Israël. Het kanaal van de Israel Broadcasting Authority begon met uit te zenden op 2 mei 1968. Het kanaal wordt grotendeels gefinancierd door het kijk- en luistergeld, maar ook de reclame die ze uitzenden is een grote inkomensbron. Op 10 mei 2017 staakte Channel 1 haar uitzendingen in verband met het vervangen van de IBA door een nieuwe afgeslankte omroep, de Israeli Public Broadcasting Corporation, die op 15 mei 2017 met haar uitzendingen begint.

## Geschiedenis
Het recht om de Israel Broadcasting Authority op te richten kregen ze van de Knesset op 6 juni 1965. De eerste uitzending via Channel 1 vond plaats op 2 mei 1968. Tot 1982 zond Channel 1 uit in zwart-wit, maar sinds 13 januari 1982 zenden ze uit in kleur. In de periode van 1968-1982 werd enkel met een uitzonderlijke gelegenheid met kleur uitgezonden. Zo waren bijvoorbeeld het bezoek van de Egyptische president aan Israël van 1977, en het Eurovisiesongfestival 1979 in kleur.
Tot 1994 was de naam van het kanaal HaTelevizia HaYisraelit (Hebreeuws: הטלוויזיה הישראלית), maar werd Channel 1 op 4 november 1993.

## Shows
Channel 1 heeft een grote lijst met programma's die ze zelf hebben gemaakt zoals:
- Mabat - Het avondnieuws en andere nieuwtjes gepresenteerd door Haim Yavin.
- Popolitika - Het politieke nieuws
- Rishon BaSha'ar - De voetbalhoogtepunten, gepresenteerd door Bonni Ginzburg.

### Buitenlandse shows
- The Young Indiana Jones Chronicles
- Dynasty
- Hawaii Five-O
- Xena: Warrior Princess
- MacGyver
- Stargate SG-1
- Stargate Atlantis
- Star Trek
- Star Trek: The Next Generation
- Star Trek: Deep Space Nine
- Alf
- Muppets
- Willem Tell
- Law & Order
- Law & Order: Special Victims Unit
- CSI: Crime Scene Investigation
- CSI: Miami
- CSI: NY
- The Fresh Prince of Bel-Air
- Starsky and Hutch
- The Tribe

### Animatie-shows
- De avonturen van Kuifje
- Alfred J. Kwak
- Calimero
- Captain Planet and the Planeteers
- Count Duckula
- Digimon
- Gummi Beren
- Flintstones
- Hey Arnold!
- Iron Man
- Jetsons
- La Linea
- Littl' Bits
- Vrouwtje Theelepel
- Mask
- Ovide en zijn vriendjes
- Boes
- Rugrats
- Simpsons
- Spider-man
- De smurfen
- Snorkels
- Teenage Mutant Ninja Turtles
- Tiny Toon Adventures
- Transformers
- David de Kabouter
- X-Men